# Nippon Soul
Nippon Soul è il quinto album live di Julian Cannonball Adderley, pubblicato nel 1963 dalla Riverside Records.

## Tracce
Lato A
1. Nippon Soul (Nihon No Soul) – 9:31 (Julian Cannonball Adderley)
2. Easy to Love – 3:46 (Cole Porter)
3. The Weaver – 10:50 (Yusef Lateef)

Durata totale: 24:07
Lato B
1. Tengo Tango – 2:33 (Julian Cannonball Adderley, Nat Adderley)
2. Come Sunday – 6:57 (Duke Ellington)
3. Brother John – 12:57 (Yusef Lateef)

Durata totale: 22:27
Brano bonus (CD del 1991 pubblicato dalla Riverside Records)
1. Work Song (Registrato il 9 luglio 1963 al "Koseinenkin Kaikan" a Tokyo, Giappone) – 9:06 (Nat Adderley)

## Musicisti
Cannonball Adderley Sextet
- Julian Cannonball Adderley - sassofono alto
- Nat Adderley - cornetta
- Yusef Lateef - flauto, oboe, sassofono tenore
- Joe Zawinul - pianoforte
- Sam Jones - contrabbasso
- Louis Hayes - batteria